# Spartak (Baszkortostan)
Spartak (ros. Спартак) – wieś (sieło) w Rosji, w Baszkortostanie, w rejonie jermiekiejewskim. W 2010 liczyła 924 mieszkańców.